# Мальвиды
Мальвиды — дочерняя группа (клада) неопределённого ранга, входящая в состав клады  Розиды, которая включается в более крупную кладу Суперрозиды, которая включается в кладу Эвдикоты  в системах классификации Покрытосеменных, разработанных «Группой филогении покрытосеменных» (Angiosperm Phylogeny Group, APG) — APG I (1998), APG II (2003), APG III (2009) и APG IV (2016).
В соответствии с определениями последней версии системы APG IV (2016) традиционные научные латинские названия таксономических рангов выше Порядка (лат. ordo), такие как Класс (лат. classis) и Отдел (лат. divisio), не употребляются, вместо них используются англоязычные эквиваленты без уточнения иерархического положения, которое заменяется общим термином клада.
Название клады Мальвиды (англ. Malvids) образовано от названия одного из основных порядков Мальвоцветные (Malvales), входящего в ее состав.

## Состав клады в APG IV[2]
В группу «Мальвиды» в Системе классификации APG IV (2016) входят следующие таксоны (семейства, входящие в состав порядков, в списке не приведены):
клада Цветковые (англ. Angiosperms)
клада Эвдикоты (англ. Eudicots)
клада Суперрозиды (англ. Superrosids)
клада Розиды (англ. Rosids)
клада Мальвиды (англ. Malvids)
Порядок Гераниецветные (Geraniales)
Порядок Миртоцветные (Myrtales)
Порядок Кроссосомоцветные (Crossosomatales)
Порядок Пикрамниецветные (Picramniales)
Порядок Мальвоцветные (Malvales)
Порядок Уэртеецветные (Huerteales)
Порядок Капустоцветные (Brassicales)
Порядок Сапиндоцветные (Sapindales)